# Robin Stille
Robin Stille (parfois créditée sous le nom de Robin Rochelle) est une actrice américaine née en 1961 et décédée le 9 février 1996.

## Biographie
Originaire de Philadelphie, Robin Stille emménage à Los Angeles avec sa famille alors qu'elle est encore enfant. Elle fait ses débuts au cinéma en 1982 dans le film d'horreur The Slumber Party Massacre. En 1988, elle joue aux côtés de Linnea Quigley, Brinke Stevens, et Michelle Bauer dans Sorority Babes in the Slimeball Bowl-O-Rama, de David DeCoteau. 
Hormis d'autres participations dans quelques films et séries télévisées, la carrière de Robin Stille se ralentit. La difficulté de trouver des rôles et d'autres problèmes personnels ayant entraîné une addiction à l'alcool l'auraient poussée à se suicider en février 1996.
Le livre Carnal Capers in Canton, Ohio, Book Two: Logorrhea, écrit par Rhonda K. Baughman, a été dédié à la mémoire de Robin Stille.

## Filmographie

### Cinéma
- 1981 : The Being : La fille au Drive-in (non-créditée)
- 1982 : The Slumber Party Massacre : Valerie "Val" Bates
- 1983 : I'm Going to Be Famous : L'actrice sur scène
- 1987 : Vampire Knights : Tasar
- 1987 : Hungry for Your Love : Passagère de l'avion
- 1987 : Winners Take All : Fille de la party
- 1988 : Sorority Babes in the Slimeball Bowl-O-Rama : Babs Peterson
- 1990 :American Ninja 4: The Annihilation : Sarah

### Télévision
- 1990 : La loi est la loi (série TV, 1 épisode) : La coach